# کالیباک
کالیباک (به انگلیسی: Kalibak) یک شخصیت خیالی ابرشرور در کتاب‌های کامیک آمریکایی منتشر شده توسط دی‌سی کامیکس است. این شخصیت توسط نویسنده/طراح جک کربی خلق شده‌است که برای اولین بار در شمارهٔ ۱ از مجموعه نیو گادز (فوریه ۱۹۷۱) حضور پیدا کرد. کالیباک بزرگترین پسر شخصیت بد ذات دارک‌ساید و یکی از دشمنان اصلی سوپرمن و گروه لیگ عدالت آمریکا به‌شمار می‌رود.
کالیباک فرزند ارشد دارک‌ساید و همسرش سولی است. آن‌ها بدون رضایت مادربزرگ کالیباک، ملکه هگرا که در آن زمان فرمانروای سیارهٔ آپوکالیپس به‌شمار می‌رفت، ازدواج کرده بودند. بدین سبب هگرا نیز دیساد را به منظور قتل سولی استخدام کرد. با وجود اینکه دیساد در انتظار لحظه‌ای مناسب بود، سولی را کمی پس از دنیا آوردن پسرش کالیباک، به قتل رساند. کالیباک تبدیل به جنگجویی افسانه‌ای در سیارهٔ آپوکالیپس گردید و اغلب نقش دومین فرمانده ارشد دارک‌ساید را ایفا می‌نمود.

## توانایی‌ها و قدرت‌ها
از لحاظ فیزیکی، کالیباک یکی از قدرتمندترین ایزدان در سیارهٔ آپوکالیپس و وفادارترین آن‌ها نسبت به دارک‌ساید است. این دلیلی بود که او را به یکی از اعضای کلیدی تیم نخبگان دارک‌ساید تبدیل نمود. کالیباک مهارت بالایی در مبارزات تن به تن دارد و در کنار آن نیز دارای سطح باورنکردنی قدرت ابرانسانی است و در این زمینه تقریباً با سوپرمن، اوریون و حتی شخص دارک‌ساید برابری می‌کند.
کالیباک جنگجویی افسانه‌ای محسوب می‌شود و برای بی‌رحمی و همچنین شخصیت وحشیانه‌ای که در نبردها دارد به شدت مورد احترام و وحشت دیگران بود. او بر خلاف جثهٔ بزرگی که دارد، بسیار سریع و چابک است و همانند تمامی مخلوقات جهان چهارم، او نیز جاودانه است. یکی از سلاح‌های مورد علاقه او گرز بتا است، سلاحی مرگبار که قادر به شلیک پرتوهای عصبی به سوی دشمنان است و باعث دردهای شدیدی خارج از تصور می‌شود.